# Nissan Laurel
Nissan Laurel – samochód osobowy klasy średniej-wyższej produkowany przez japońską firmę Nissan w latach 1968–2002. Dostępny jako 4-drzwiowy sedan. Do napędu używano silników R4, R6 i V6. Moc przenoszona była na oś tylną (opcjonalnie AWD - VII i VIII generacja) poprzez automatyczną skrzynię biegów. Powstało osiem generacji modelu.

## Dane techniczne ('68 R4 1.8)

### Silnik
- R4 1,8 l (1815 cm³), 2 zawory na cylinder, SOHC
- Układ zasilania: gaźnik
- Średnica cylindra × skok tłoka: 85,00 mm × 80,00 mm
- Stopień sprężania: 8,3:1
- Moc maksymalna: 107 KM (78 kW) przy 5600 obr./min
- Maksymalny moment obrotowy: 150 N•m przy 3600 obr./min

### Osiągi
- Przyspieszenie 0-80 km/h: 8,1 s
- Prędkość maksymalna: 165 km/h

## Dane techniczne ('92 R6 2.0)

### Silnik
- R6 2,0 l (1998 cm³), 2 zawory na cylinder, SOHC
- Układ zasilania: wtrysk
- Średnica cylindra × skok tłoka: 78,00 mm × 69,70 mm
- Stopień sprężania: 9,5:1
- Moc maksymalna: 125 KM (92 kW) przy 5600 obr./min
- Maksymalny moment obrotowy: 172 N•m przy 4400 obr./min

### Osiągi
- Przyspieszenie 0-100 km/h: b/d
- Prędkość maksymalna: b/d

## Galeria

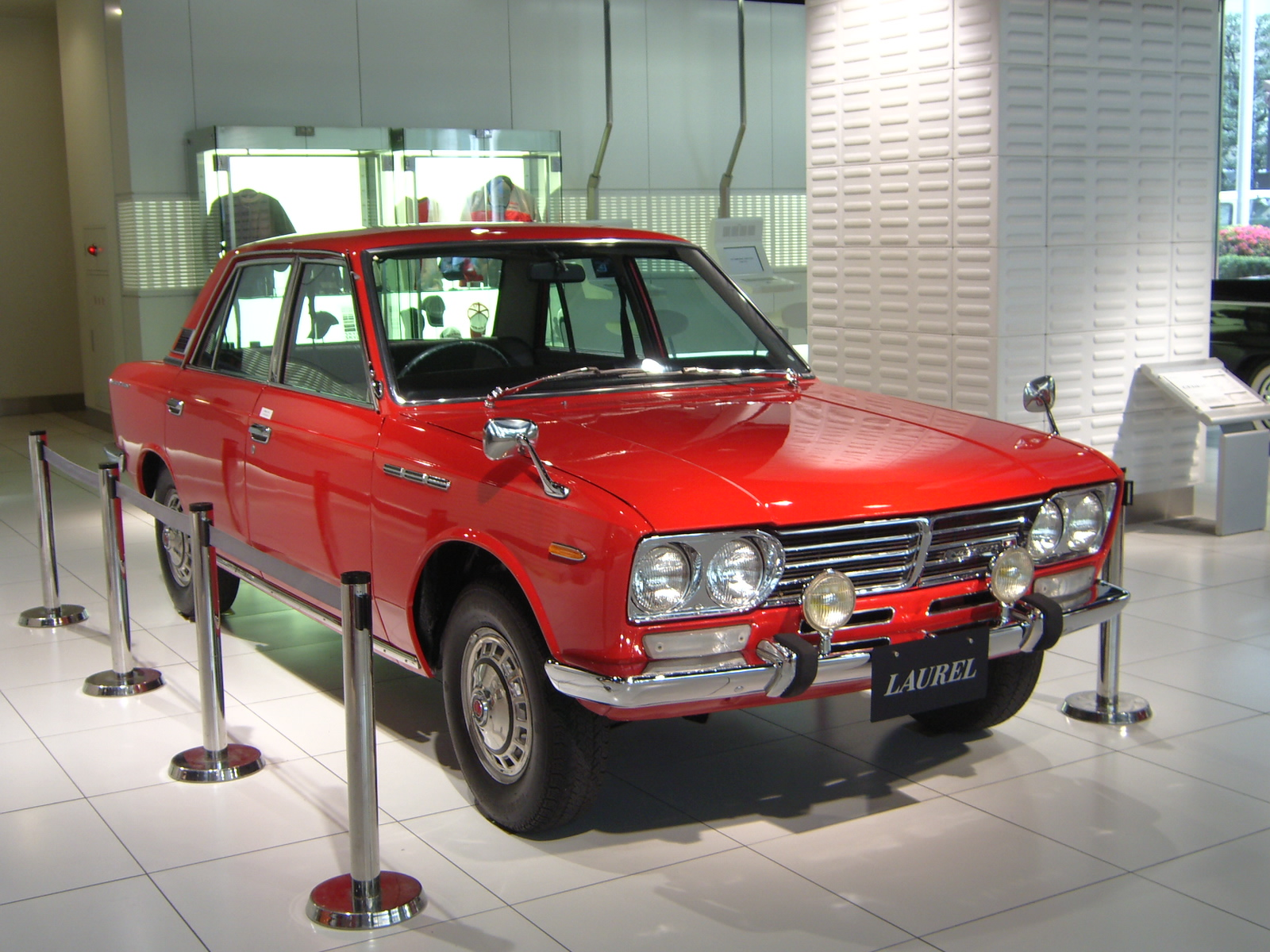
'68-'72 Laurel
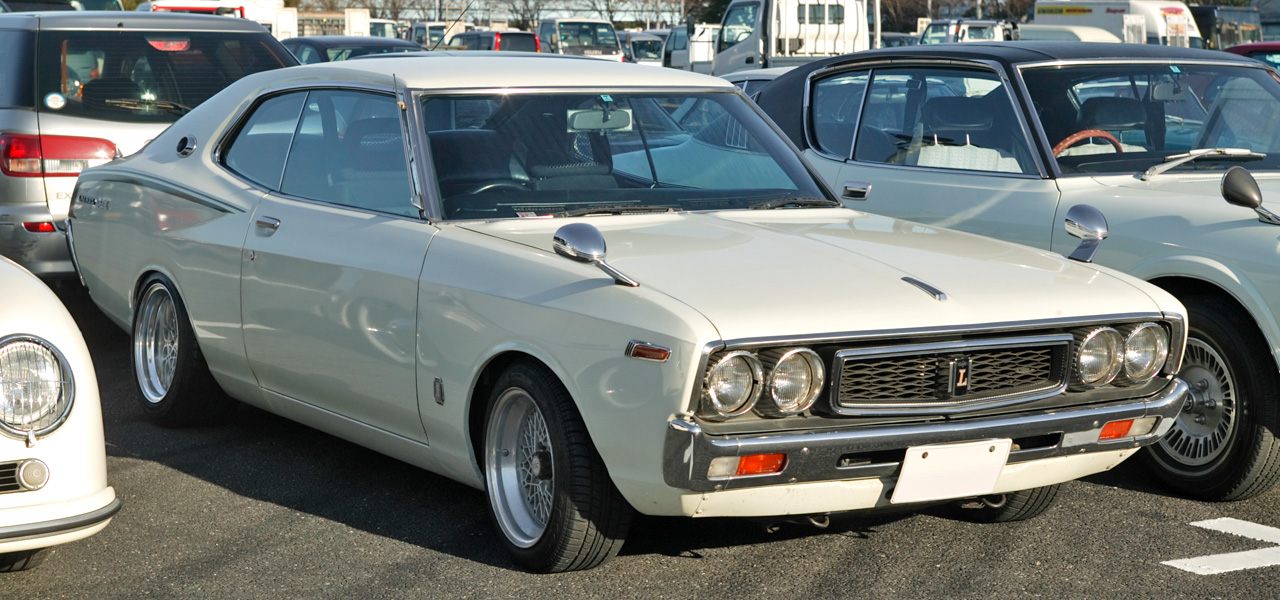
'72-'77 Laurel
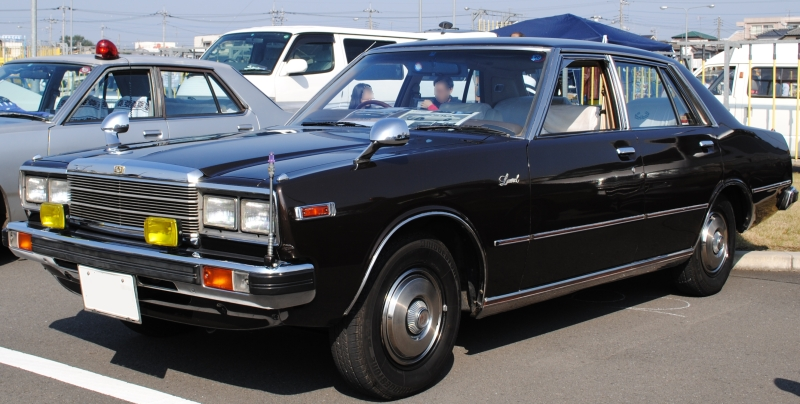
'77-'80 Laurel
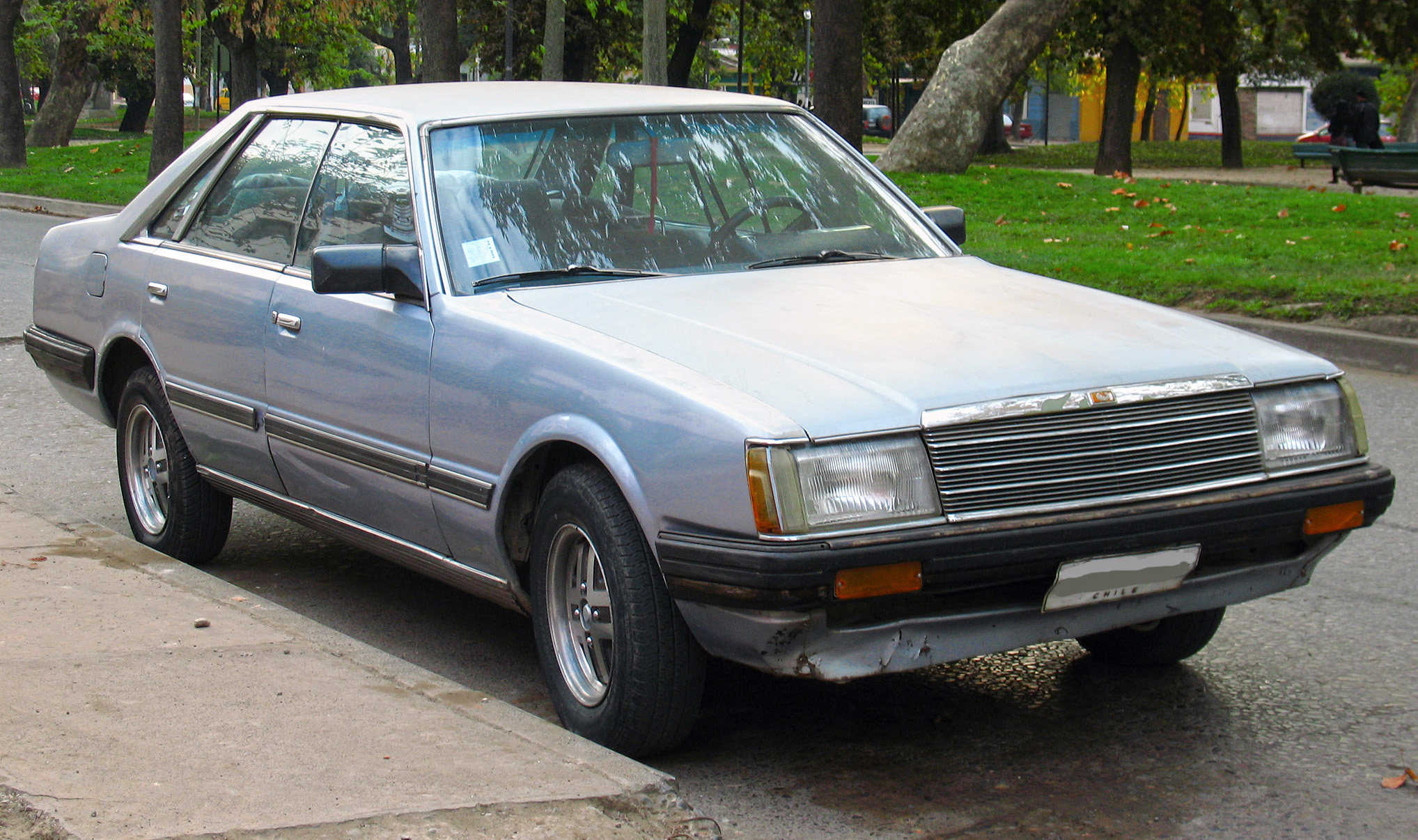
'80-'84 Laurel
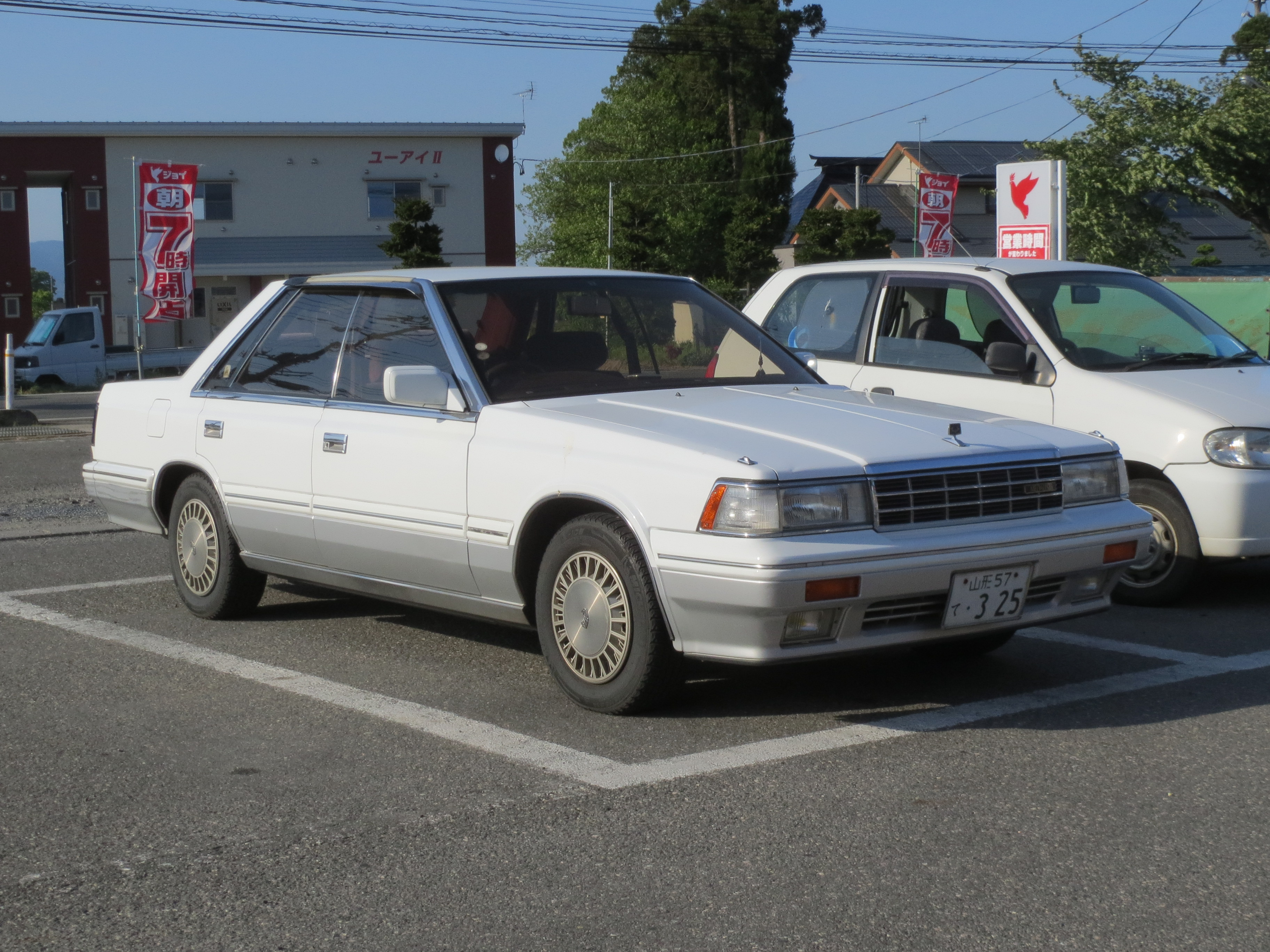
'84-'89 Laurel
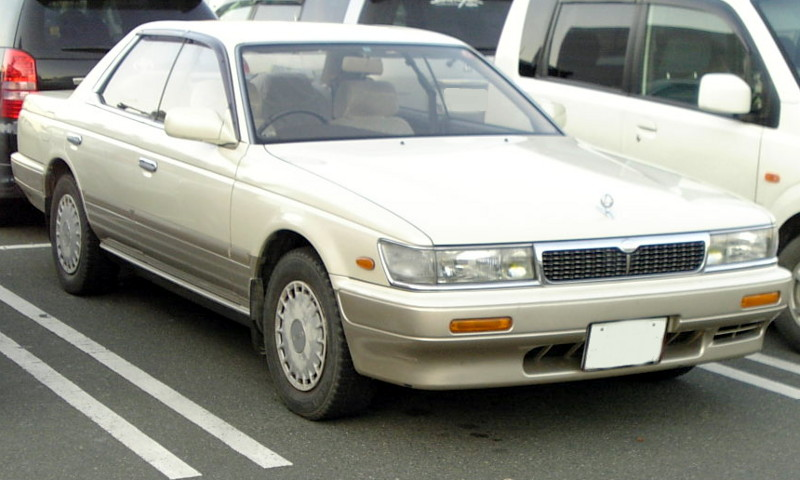
'89-'93 Laurel
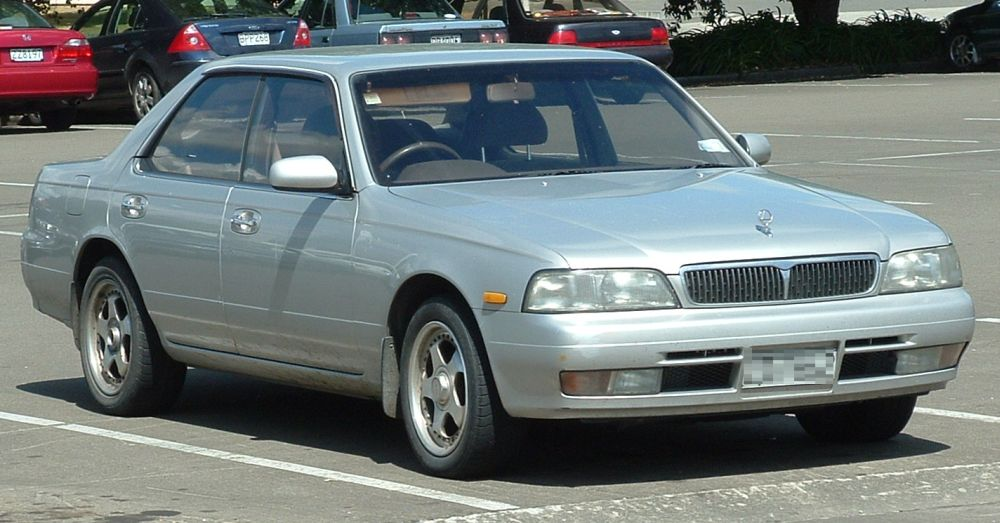
'93-'97 Laurel
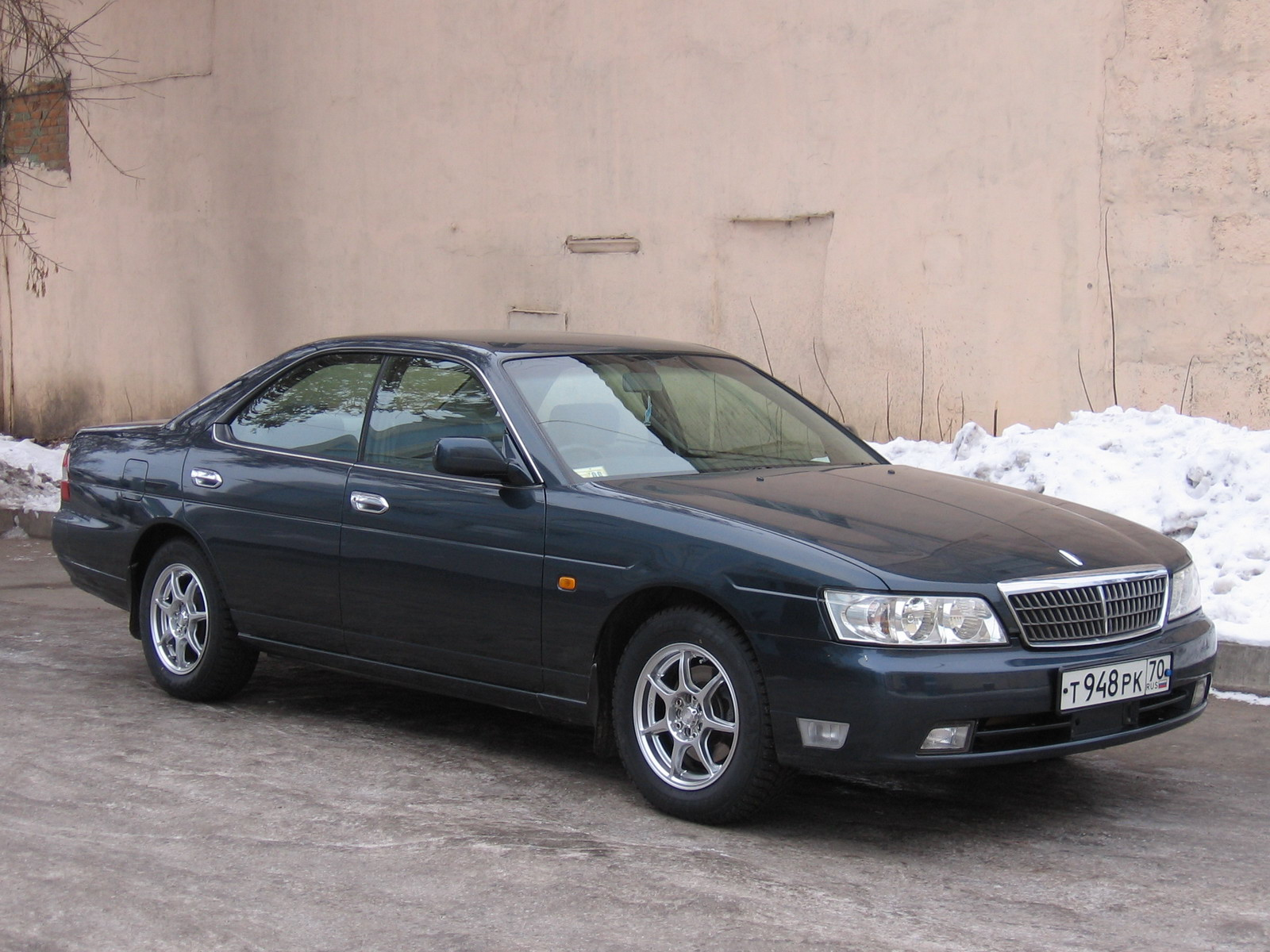
'97-'02 Laurel